# U 568
U 568 war ein deutsches U-Boot vom Typ VII C der Kriegsmarine, welches im Zweiten Weltkrieg eingesetzt wurde. Auf seinen fünf Feindfahrten versenkte es ein Handelsschiff mit 6023 BRT und zwei Kriegsschiffe mit zusammen 1850 t und beschädigte ein weiteres Kriegsschiff, wobei insgesamt über 300 Menschen starben, darunter ungefähr 100 italienische und deutsche Kriegsgefangene. Am 29. Mai 1942 wurde es im Mittelmeer nahe bei Tobruk von drei britischen Kriegsschiffen schwer beschädigt und selbstversenkt, woraufhin sämtliche 47 Besatzungsmitglieder in britische Kriegsgefangenschaft gerieten.

## Geschichte
Der Bauauftrag für dieses Boot wurde am 24. Oktober 1939 an die Werft Blohm & Voss in Hamburg vergeben. Die Kiellegung erfolgte am 27. April 1940 und der Stapellauf am 6. März 1941. Am 1. Mai 1941 wurde U 568 in Dienst gestellt. Der Kommandant war Kapitänleutnant Joachim Preuss.
U 568 gehörte bis zum 1. August 1941 als Ausbildungsboot der 3. U-Flottille in Kiel an. Anschließend war es bis zum 31. Dezember 1941 der 3. U-Flottille in La Rochelle als Frontboot zugeteilt. Zuletzt gehörte es zur 29. U-Flottille in La Spezia. U 568 führte kein offizielles Turmwappen. Lediglich die Mannschaft trug an ihren Mützen ein Abzeichen, das einen Hund darstellte. Die Patenstadt des Bootes war Meersburg.

### Erste Feindfahrt
Am 3. August 1941 lief U 568 von Trondheim zu seiner ersten Einsatzfahrt aus. Am 12. August 1941 traf es südlich von Island auf den Geleitzug ON 4. Einer der abgefeuerten Torpedos traf die  britische Korvette HMS Picotee, die augenblicklich mit allen 66 Mann an Bord sank. Die übrigen Begleitschiffe des Konvois griffen das U-Boot an und verhinderten weitere Versenkungen. Nach 39 Tagen auf See beendete U 568 den Einsatz im französischen Hafen St. Nazaire.

### Zweite Feindfahrt
Am 9. Oktober 1941 verließ U 568 die Basis in Saint-Nazaire zu seiner zweiten Unternehmung.
- Am 16. Oktober 1941 griff das Boot den Konvoi SC 48 an und versenkte den britischen Handelsdampfer Empire Heron. Das mit Schwefel beladene Schiff sank mit der kompletten Besatzung von 43 Mann. (Lage)
- Am nächsten Tag schoss U 568 südwestlich von Island einen Fächer von vier Torpedos auf den zum Schutz des Konvois abkommandierten amerikanischen Zerstörer Kearny ab. Eines der Geschosse traf und die Explosion tötete elf Besatzungsmitglieder. Die Kearny musste den Begleitschutz abbrechen und zur Reparatur nach Island laufen.

Nach einer Einsatzdauer von 30 Tagen kehrte U 568 am 7. November 1941 nach Saint-Nazaire zurück.

### Dritte Feindfahrt
Am 1. Dezember 1941 lief U 568 von St. Nazaire zu seiner dritten Unternehmung aus, die ins Mittelmeer führte. Nach der Durchquerung der Straße von Gibraltar begann Kommandant Preuss die Suche nach feindlichen Schiffen.
- Am 24. Dezember torpedierte das Boot die britische Korvette HMS Salvia (Lage), die kurz zuvor Überlebende des von U 559 versenkten Gefängnisschiffes SS Shuntien gerettet hatte. Der Treffer ließ die Korvette in zwei Teile auseinanderbrechen. Die gesamte 59-köpfige Besatzung der Salvia sowie eine unbekannte Anzahl von aufgenommenen Schiffbrüchigen, darunter 47 Besatzungsmitglieder der Shuntien und möglicherweise 100 italienische und deutsche Kriegsgefangene, verloren ihr Leben.

Am 19. Januar 1942 wurde U 568 vor der nordafrikanischen Küste von einem britischen Sunderland Flugboot angegriffen, konnte aber durch ein Alarmtauchen mit geringen Schäden entkommen. Die mit 45 Tagen auf See längste Patrouille in der Geschichte des Bootes endete am 17. Januar 1942 in Hafen von La Spezia in Italien.

### Vierte Feindfahrt
Im Frühjahr 1942 befand sich U 568 in La Spezia. Von dort lief es am 2. März zu seiner vierten Unternehmung aus. Während der 29-tägigen Patrouille, die das U-Boot erneut vor die nordafrikanische Küste führte, kam es zu keiner Feindberührung. Am 30. März kehrte das Boot in seinen norditalienischen Hafen zurück.

### Fünfte Feindfahrt
Am 21. Mai 1942 lief das Boot zu seiner achten Patrouille aus La Spezia aus. Während des Einsatzes wurden keine Schiffe versenkt. Nach neun Tagen ging U 568 vor der nordafrikanischen Küste verloren.

### Versenkung
U 568 wurde am 29. Mai 1942 nordöstlich von Tobruk von dem britischen Zerstörer Hero, Eridge und Hurworth 15 Stunden lang mit Wasserbomben verfolgt. Die Kriegsschiffe gehörten zum Geleitschutz des Konvois At 47. Kommandant Preuss entschloss sich, gegen 3:30 Uhr nachts aufzutauchen, und seiner Besatzung das Verlassen des Bootes zu befehlen, das er daraufhin selbstversenken ließ. Das U-Boot sank auf der Position 32° 42′ N, 24° 53′ O. Es gab keine Toten unter der Besatzung von U 568. Alle 47 Besatzungsmitglieder wurden von den drei Zerstörern als Kriegsgefangene an Bord genommen. Von der Eridge und der Hurworth wurden Prisenkommandos zum U-Boot geschickt, das jedoch sank, bevor sie es erreichten.